# Reel 2 Real
A Reel 2 Real egy amerikai rapduó volt, melynek tagjai DJ Erick Morillo és Mark Quashie rapper, vagyis ismertebb nevén The Mad Stuntman voltak. Az 1990-es években alakultak, de az igazi áttörés számukra az 1994-es I Like To Move It című kislemez volt, mely hatalmas sláger volt Európában, és több listára is felkerült. A csapatnak több kislemeze is megjelent kisebb-nagyobb sikerekkel. Próbáltak az első dal sikerének nyomdokaiba lépni, de ez sajnos nem sikerült, így 1996-ban fel is oszlottak.
Jelenleg Erick Morillo producerként és DJ-ként dolgozik, és más csapatok zenei karrierjét támogatja.

## Újabb siker
2005-ben a Madagaszkár című film betétdala volt, melyet minden ország a maga nyelvén átírt, és ez hatalmas siker lett a filmnek köszönhetően. A dal újra pörgött a klubokban, és a fiatalabb generáció is megismerhette.

## Diszkográfia

### Albumok
- 1994: Move It!
- 1995: Reel 2 Remixed
- 1996: Are You Ready for Some More?

### Kislemezek
- 1993: The New Anthem
- 1994: I Like To Move It
- 1994: Go On Move
- 1994: Can You Feel It
- 1994: Raise Your Hands
- 1995: Conway
- 1996: Jazz It Up
- 1996: Are You Ready For Some More

## Az albumon szereplő dalok, és a kimásolt kislemezek
- I Like To Move It
- Can You Feel It
- Raise Your Hands*One Life To Live
- The Stuntman's Anthem
- Eric Moore's Anthem (Can You Feel It)
- Conway
- Wine Your Body
- R.E.X.
- Toety
- Go On Move
- I Like To Move It (Dj Dero NRG Remix)